# 吕贝克 (比利时)
吕贝克（荷蘭語：Lubbeek，荷蘭語發音：[ˈlɵbeːk]）是比利时弗拉芒大区弗拉芒布拉班特省魯汶區的一个市镇，通行荷蘭語，是弗拉芒社群的一部分，面积46.13平方千米，人口14,393人（2018年1月1日）。